# Fibre Channel

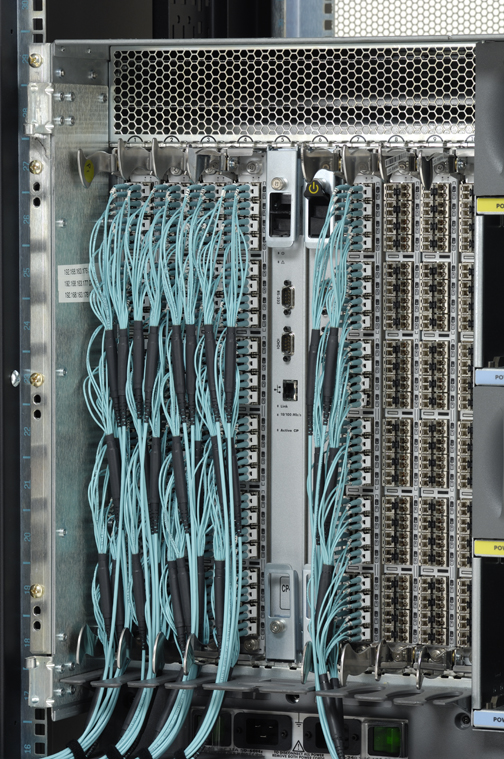

Fibre Channel, nebo FC, je až 128gigabitové komunikační rozhraní, primárně používané pro vysokorychlostní přenos dat v síti. Fibre Channel je standardizováno v T11 v Mezinárodním výboru pro informační technologie pro normalizaci (INCITS) a American National Standards Institute (ANSI). FC se začalo používat především v oblasti superpočítačů, ale stává se též standardním typem připojení na sítích SAN (storage area). Fibre Channel využívá jako přenosové médium především optický kabel, pro menší vzdálenosti lze použít kroucenou dvoulinku či koaxiální kabel.